# LJP
LJP, o Little John PalmOS, es un emulador multiplataforma para PDAs Palm(versiones 5.0 o superiores). Está liberado bajo licencia GPL. Emula las videoconsolas Nintendo NES y SNES, Sega Master System y Sega Mega Drive, Neo Geo Pocket y Atari 2600 entre otras. 

## Historia
LJP fue originalmente un emulador de NES para la GP32 llamado Little John, escrito por yoyofr. Fue adaptada luego a la Tapwave Zodiac, y cambió su nombre a LJZ (Little John Zodiac). Más tarde fue portado de nuevo para el sistema operativo de Palm y cambió su nombre a LJP. 

## Desarrollo
Little John Palm está escrito en su mayoría por Yohann Magnien, pero también otros desarrolladores han contribuido en gran medida, sobre todo Bruno "Tinnus" Bottino, Henk "MetaView" Jonas, y Jeff "Skeezix" Mitchell.
El código fue tomado de otros emuladores de código abierto para otras plataformas, incluyendo el emulador GuineaPig de Jeff Mitchell, un multi-emulador para Palm OS. A partir de 2009, la versión actual es de 1,2.
El desarrollo está detenido y Bruno "Tinnus" desarrolla un emulador parecido llamado LJR/LJX (Little John Revival), con las mismas funciones pero con un mejor framework.